# Разковниче
Разковничето е легендарно растение в българския фолклор.
За разковничето се смята, че има магическото свойство да отваря всичко затворено или заключено, включително да разкрива скрито имане, поради което е търсено от иманярите. То е билка, която расте по ливадите, но почти никой не може да я разпознае.
Смята се че умение да намират разковниче имат костенурките, като етнографът Димитър Маринов описва легендарен метод за сдобиване с ценната билка. Търсещият разковничето трябва да проследи костенурка и да открие гнездото, в което е снесла яйцата си и да го загради. Когато костенурката се върне при гнездото и открие оградата, тя отива за разковниче, с чиято помощ я преминава, а билкарят може да вземе останалото при оградата разковниче.